# Doctor Who (9.ª temporada clássica)
A nona temporada clássica da série de televisão britânica de ficção científica Doctor Who estreou em 1 de janeiro de 1972 com o serial Day of the Daleks e terminou em 24 de junho de 1972 com The Time Monster. É estrelada por Jon Pertwee como o Terceiro Doutor, Katy Manning como Jo Grant, Nicholas Courtney como o Brigadeiro Lethbridge-Stewart e Roger Delgado como o Mestre.

## Elenco

### Principal
- Jon Pertwee como o Terceiro Doutor
- Katy Manning como Jo Grant

### Recorrente
- Nicholas Courtney como Brigadeiro Lethbridge-Stewart
- John Levene como Sargento Benton
- Richard Franklin como Mike Yates
- Roger Delgado como O Mestre

## Seriais
O primeiro serial, Day of the Daleks, marca o retorno dos Daleks pela primeira vez desde a 4ª temporada, quando apareceram em The Evil of the Daleks em 1967. Essa também foi a primeira vez que os Daleks foram vistos em cores na série de televisão. Eles tinham sido mostrados em cores nos dois filmes estrelados por Peter Cushing produzidos em meados dos anos 1960.
| História | Serial | Título               | Dirigido por      | Escrito por                 | Exibição original | Cód. de produção | Audiência no Reino Unido (milhões) | AI |
| --- | ------ | -------------------- | ----------------- | --------------------------- | --- | ---------------- | ---------------------------------- | -- |
| 60 | 1      | Day of the Daleks    | Paul Bernard      | Louis Marks                 | 1 de janeiro de 19728 de janeiro de 197215 de janeiro de 197222 de janeiro de 1972                                   | KKK              | 9,810,49,1                         | —  |
| Rebeldes de uma futura Terra conquistada pelos Daleks viajam para o século XX para mudar o curso da história.                    |        |                      |                   |                             | |                  |                                    |    |
| 61 | 2      | The Curse of Peladon | Lennie Mayne      | Brian Hayles                | 29 de janeiro de 19725 de fevereiro de 197212 de fevereiro de 197219 de fevereiro de 1972                            | MMM              | 10,311,07,88,4                     | —  |
| Um sumo sacerdote no planeta Peladon adverte que uma maldição cairá no planeta se ele se unir à Federação Galáctica.             |        |                      |                   |                             | |                  |                                    |    |
| 62 | 3      | The Sea Devils       | Michael E. Briant | Malcolm Hulke               | 26 de fevereiro de 19724 de março de 197211 de março de 197218 de março de 197225 de março de 19721 de abril de 1972 | LLL              | 6,49,78,37,88,38,5                 | —  |
| O Mestre alia-se aos diabos do mar para conquistar a Terra.                                                                      |        |                      |                   |                             | |                  |                                    |    |
| 63 | 4      | The Mutants          | Christopher Barry | Bob Baker e Dave Martin     | 8 de abril de 197215 de abril de 197222 de abril de 197229 de abril de 19726 de maio de 197213 de maio de 1972       | NNN              | 9,17,87,97,57,96,5                 | —  |
| Um marechal despótico deseja eliminar a população nativa da colônia humana Solos e tornar o planeta habitável para a humanidade. |        |                      |                   |                             | |                  |                                    |    |
| 64 | 5      | The Time Monster     | Paul Bernard      | Robert Sloman e Barry Letts | 20 de maio de 197227 de maio de 19723 de junho de 197210 de junho de 197217 de junho de 197224 de junho de 1972      | OOO              | 7,67,48,17,66,07,6                 | —  |
| O Mestre experimenta um cristal especial para invocar Cronos, uma criatura do tempo e do espaço externos.                        |        |                      |                   |                             | |                  |                                    |    |

## Lançamentos em DVD
Todos os seriados da 9.ª temporada foram lançados em DVD individualmente e alguns em conjuntos de caixa com vários seriais.
| História | Número e duração dos episódios | Data de lançamento na Região 2 | Data de lançamento na Região 4 | Data de lançamento na Região 1 |
| --- | ------------------------------ | ------------------------------ | ------------------------------ | ------------------------------ |
| Day of the Daleks | 4 × 25 min.                    | 12 de setembro de 2011         | 6 de outubro de 2011           | 13 de setembro de 2011         |
| Day of the Daleks – Doctor Who DVD Files nº 92                                                                                             | 4 × 25 min.                    | 11 de julho de 2012            | 11 de julho de 2012            | N/A                            |
| The Curse of Peladon Disponível apenas como parte da caixa Peladon Tales nas Regiões 2 e 4. Apenas disponível individualmente na Região 1. | 4 × 25 min.                    | 18 de janeiro de 2010          | 4 de março de 2010             | 4 de maio de 2010              |
| The Curse of Peladon – Doctor Who DVD Files nº 71                                                                                          | 4 × 25 min.                    | 21 de setembro de 2011         | 21 de setembro de 2011         | N/A                            |
| The Sea Devils Apenas disponível como parte da caixa Beneath the Surface nas Regiões 2 e 4. Apenas disponível individualmente na Região 1. | 6 × 25 min.                    | 14 de janeiro de 2008          | 5 de março de 2008             | 3 de junho de 2008             |
| The Sea Devils – Doctor Who DVD Files nº 66                                                                                                | 4 × 25 min.                    | 13 de julho de 2011            | 13 de julho de 2011            | N/A                            |
| The Mutants | 6 × 25 min.                    | 31 de janeiro de 2011          | 3 de fevereiro de 2011         | 8 de fevereiro de 2011         |
| The Time Monster Apenas disponível como parte da caixa Myths and Legends nas Regiões 2 e 4. Apenas disponível individualmente na Região 1. | 6 × 25 min.                    | 29 de março de 2010            | 3 de junho de 2010             | 6 de julho de 2010             |

## Romantizações
| História             | Título do romance                    | Autor          | Publicação             |
| -------------------- | ------------------------------------ | -------------- | ---------------------- |
| Day of the Daleks    | Doctor Who and the Day of the Daleks | Terrance Dicks | 27 de março de 1974    |
| The Curse of Peladon | Doctor Who and the Curse of Peladon  | Brian Hayles   | 1 de janeiro de 1975   |
| The Sea Devils       | Doctor Who and the Sea-Devils        | Malcolm Hulke  | 17 de outubro de 1974  |
| The Mutants          | Doctor Who and the Mutants           | Terrance Dicks | 29 de setembro de 1977 |
| The Time Monster     | The Time Monster                     | Terrance Dicks | 12 de setembro de 1985 |